# Cadet Kelly
Cadet Kelly est un téléfilm américain de la collection des Disney Channel Original Movie réalisé par Larry Shaw et diffusé en 2002.

## Synopsis
Le téléfilm met en scène la vie d'une jeune fille de New York qui va totalement être troublée par l'arrivée de son beau-père. Directeur d'une école militaire, il va y envoyer la jeune cadet Kelly Collins (Hilary Duff) qui sera en permanent conflit avec le capitaine des cadets Jennifer Stone (Christy Carlson Romano).

## Distribution
- Hilary Duff (VF : Dorothée Pousséo) : Kelly Collins
- Gary Cole (VF : Patrick Osmond) : le général Joe Maxwell
- Nigel Hamer (VF : Régis Lang) : Adam Collins
- Shawn Ashmore (VF : Alexis Tomassian) : Brad Rigby
- Christy Carlson Romano (VF : Laura Préjean) : le capitaine Jennifer Stone
- Aimee Garcia (VF : Karine Foviau) : le sergent Gloria Ramos
- Andrea Lewis (en) (VF : Célia Charpentier) : Carla
- Sarah Gadon (VF : Noémie Orphelin) : Amanda